# 哈萨克斯坦总统
哈萨克斯坦总统是哈萨克斯坦共和国的国家元首和国家武装力量的最高领导人。1990年4月24日，苏联首次设立哈萨克苏维埃社会主义共和国总统职务。現任總統是卡瑟姆若马尔特·托卡耶夫，於2019年3月20日因原總統努尔苏丹·纳扎尔巴耶夫辭職而繼任。苏联加盟共和国哈萨克苏维埃社会主义共和国末任总统和独立的主权国家哈萨克斯坦共和国首任总统，均为纳扎尔巴耶夫，他是原哈萨克共产党的第一书记。

## 总统权力
根据《哈萨克斯坦共和国宪法》的相关规定，哈萨克斯坦共和国总统具有以下权力：
1. 提交关于国家国情和国内政策、外交政策的基本方针的年度咨文。
2. 决定议会选举事宜，接受议员宣誓，召集议会两院联席会议，批准法律。
3. 经过议会同意，任免总理。
4. 确定哈萨克斯坦政府以及其他中央直属机构，任免内阁成员和其他中央直属机构人员。
5. 接受内阁成员宣誓，主持政府就重要问题召开的会议。
6. 责成政府向议会提交法律草案。
7. 终止政府、州、共和国直辖市和首都行政长官颁布的命令。
8. 经过议会同意，任免国家银行行长。
9. 经参议院同意，任免国家总检察长和国家安全委员会主席。
10. 任免国家外交代表机构的首席代表。
11. 任命国家预算执行情况财务检查委员会主席。
12. 批准国家纲要。
13. 决定国家预算机构的财政拨款和工作人员的工资制度。
14. 决定举行哈萨克斯坦共和国全民公决。
15. 主持国际条约的会谈和签署工作，签署已经被批准的证书。
16. 接受外国和国际机构驻派代表的到任和离任证书。
17. 是哈萨克斯坦共和国武装力量的最高统帅，任命武装力量的高级指挥人员。
18. 颁布奖励、授予荣誉称号、官衔等。
19. 决定有关国际和政治避难问题。
20. 实施大赦。
21. 在特定情况下，决定实施紧急状态和动用武装力量。
22. 在共和国面临外来侵犯时，实施军事状态，宣布部分动员或总动员。
23. 组建隶属于总统的卫队和近卫军。
24. 任命哈萨克斯坦共和国国务秘书。
25. 组建安全会议，最高司法委员会和其他咨询机构。
26. 根据宪法和法律行使其他权力。

### 其他权力
共和国总统有权决定审议法律草案的优先顺序，并有权宣布对法律草案进行紧急审议。这意味着，议会应当在该草案提交之后的一个月内加以审议。如果议会这时未按照要求办理，则共和国总统有权颁布具有法律效力的法令，直到议会按照宪法的规定程序通过新的法律。

### 权力限制
共和国总统的全权自新当选的共和国总统宣誓就职之时起，以及在本人被提前解除或被罢免总统职务、或亡故的情况下终止。卸任的所有前任共和国总统都拥有“哈萨克斯坦共和国前总统”的称号，但被罢免者除外。
在非例行选举中当选的共和国总统，其全权在该次选举五年后的十二月第一个星期日进行的例行选举中当选的共和国总统就职时终止。
共和国总统不得成为任何代表机构的代表，不得担任其他有偿职务和从事经营活动。
总统在任期内，自宣誓就职时起，应终止其在政党中的活动。
共和国总统签署的议会决定以及根据政府倡议颁布的总统决定，应该事先相应地经过议会两院议长或政府总理签字确认，因为他们对上述决定的合法性承担法律责任。

### 临时权力
哈萨克斯坦共和国的立法权属于议会，议会是该国行使立法职能的最高代表机关。但是根据该国宪法规定，在共和国总统提议并经议会各院议员总数三分之二以上多数票通过时，可授予共和国总统不超过一年期限的立法权。

## 任职资格
根据《哈萨克斯坦共和国宪法》和相关法律的规定，参与总统竞选的人必须同时满足以下条件：
1. 在哈萨克斯坦出生的公民。
2. 年满40周岁。
3. 熟练掌握国语（哈萨克语）。
4. 连续在哈萨克斯坦居住15年以上。

## 总统选举
哈萨克斯坦总统根据该国宪法和法律的相关规定，按照普遍、平等和直接选举的原则，以秘密投票的方式选举产生。
例行选举在选举年的12月第一个星期天举行。但是选举不可与新一届的议会选举同时进行。
在选举投票中，获得50%以上票数的候选人当选新一届总统。如果候选人中无一获得规定的过半数票数，则对两名得票最多的候选人进行第二轮投票，在第二轮投票中获得多数票者即可当选总统。

## 总统履职

### 宣誓就职
根据该国宪法和总统法的相关规定，共和国总统自向人民宣誓起开始就职。
新任总统的宣誓时间为选举年次年的一月份第二个星期三。总统宣誓应在有议会议员、宪法委员会委员、最高法院法官以及共和国历任总统参加的庄严气氛中进行。在非例行选举中当选的新总统宣誓，应在选举结果公布后的一个月内举行。
共和国总统宣誓的誓词为：
我庄严宣誓：忠实地为哈萨克斯坦人民服务，严格遵守哈萨克斯坦共和国宪法和法律，保障公民的权利和自由，认真履行赋予我的哈萨克斯坦共和国总统的神圣职责。

### 对总统的保护
哈萨克斯坦在宪法和相应的法律当中都有对共和国总统进行保护的相关内容，例如该国宪法在第四十六条中规定：
#总统及其荣誉和尊严不可侵犯。
1. 总统及其家人的保障、服务和保卫的费用由国家负担。
2. 以上两条也适用于前总统。

## 总统任期
哈萨克斯坦1995年通过的宪法规定，总统的每届任期为5年。
1997年、1998年经过修改宪法，改为每届任期为7年，同一人选连任不得超过两届。1997年5月18日通过的宪法修正案，授权现任总统纳扎尔巴耶夫可不受次数限制地连任总统职务。该修正案将在总统签署后正式生效。根据该修正案，哈萨克斯坦宪法第42款第5条中，有关“同一人选连续担任哈萨克斯坦总统不得超过两届”的规定，不适用于首任总统纳扎尔巴耶夫。
2019年3月20日，哈萨克斯坦首位总统努尔苏丹·纳扎尔巴耶夫主动退位。
2022年9月16日，哈萨克斯坦总统的任职期限修改为一届七年，且不得连任。

## 总统地位
《哈萨克斯坦共和国宪法》规定，总统是哈萨克斯坦的国家元首，是“决定国内外政策基本方针并在国内和国际关系中代表哈萨克斯坦的最高公务员，是人民和国家政权的统一、宪法的不可动摇性、人和公民的权利和自由的象征和保证，是国家所有政权机构协调一致地发挥作用并使政权机构对人民负责的保证。”
《哈萨克斯坦共和国总统法》规定，“以人民共和国的名义发表讲话的权利属于总统”。

## 哈萨克斯坦共和国历任总统（1990—）
1990年4月24日，哈萨克共产党中央委员会第一书记努尔苏丹·纳扎尔巴耶夫当选为苏联哈萨克苏维埃社会主义共和国首任总统。1995年4月29日，哈萨克斯坦就是否延长纳扎尔巴耶夫的总统任期举行全民公决，公决结果将纳扎尔巴耶夫的总统任期延长至2000年。1998年，哈萨克斯坦议会修改宪法，将总统任期从5年改成7年。1999年1月10日，哈萨克斯坦举行总统大选，纳扎尔巴耶夫再次当选，任期至2006年。2005年12月4日，哈萨克斯坦举行新一届总统选举，纳扎尔巴耶夫再次蝉联哈萨克斯坦总统。2019年哈萨克斯坦总统选举在6月9日于哈萨克斯坦举行，因执政近30年的总统努尔苏丹·纳扎尔巴耶夫辞职而提前举行。选举前三个月接替纳扎尔巴耶夫就任新总统的现任总统卡瑟姆若马尔特·托卡耶夫连同另外6名候选人登记成为总统选举候选人。最终托卡耶夫得票71%，成功连任。
| 任次 | 届次 | 名字 | 图片          | 就职           | 离职          | 政党                    |
| ---- | ---- | --- | ------------- | -------------- | ------------- | ----------------------- |
| 1    | 1    | 努尔苏丹·纳扎尔巴耶夫 （哈薩克語： [nʊrsʊlˈtɑn æbəʃʊˈlɯ nɑzɑrˈbɑ.jɪf]; 俄语： [nur.suɫˈtan ɐˈbʲi.ʂɨ.vʲɪt͡ɕ nə.zɐrˈba.jɪf]} |               | 1991年12月16日 | 1999年1月10日 | 哈萨克共产党 ↓ 祖国之光 |
| 1    | 2    | 努尔苏丹·纳扎尔巴耶夫 （哈薩克語： [nʊrsʊlˈtɑn æbəʃʊˈlɯ nɑzɑrˈbɑ.jɪf]; 俄语： [nur.suɫˈtan ɐˈbʲi.ʂɨ.vʲɪt͡ɕ nə.zɐrˈba.jɪf]} | 1999年1月20日 | 2005年12月4日  |               | 哈萨克共产党 ↓ 祖国之光 |
| 1    | 3    | 努尔苏丹·纳扎尔巴耶夫 （哈薩克語： [nʊrsʊlˈtɑn æbəʃʊˈlɯ nɑzɑrˈbɑ.jɪf]; 俄语： [nur.suɫˈtan ɐˈbʲi.ʂɨ.vʲɪt͡ɕ nə.zɐrˈba.jɪf]} | 2005年12月4日 | 2011年4月3日   |               | 哈萨克共产党 ↓ 祖国之光 |
| 1    | 4    | 努尔苏丹·纳扎尔巴耶夫 （哈薩克語： [nʊrsʊlˈtɑn æbəʃʊˈlɯ nɑzɑrˈbɑ.jɪf]; 俄语： [nur.suɫˈtan ɐˈbʲi.ʂɨ.vʲɪt͡ɕ nə.zɐrˈba.jɪf]} | 2011年4月3日  | 2015年4月26日  |               | 哈萨克共产党 ↓ 祖国之光 |
| 1    | 5    | 努尔苏丹·纳扎尔巴耶夫 （哈薩克語： [nʊrsʊlˈtɑn æbəʃʊˈlɯ nɑzɑrˈbɑ.jɪf]; 俄语： [nur.suɫˈtan ɐˈbʲi.ʂɨ.vʲɪt͡ɕ nə.zɐrˈba.jɪf]} | 2015年4月26日 | 2019年3月20日  |               | 哈萨克共产党 ↓ 祖国之光 |
| 2    | 5    | 卡瑟姆若马尔特·托卡耶夫                                                                             |               | 2019年3月20日  | 2019年6月12日 | 祖国之光                |
| 2    | 6    | 卡瑟姆若马尔特·托卡耶夫                                                                             | 2019年6月12日 | 现任           |               | 祖国之光                |

## 最近一次选举
| 候選人                               | 候選人                  | 政黨                     | 得票       | %     |
| ------------------------------------ | ----------------------- | ------------------------ | ---------- | ----- |
|                                      | 卡瑟姆若马尔特·托卡耶夫 | 阿玛纳特                 | 6,539,715  | 70.96 |
|                                      | 阿米尔詹·卡萨诺夫       | 民族命運運動             | 1,495,401  | 16.23 |
|                                      | 达尼亚·耶斯帕耶娃       | 光明道路民主黨           | 465,714    | 5.05  |
|                                      | 托留泰·拉赫姆别科夫     | 社民黨                   | 280,451    | 3.04  |
|                                      | 阿曼格勒德·塔斯毕赫夫   | 哈薩克工会联合会         | 182,898    | 1.98  |
|                                      | 江布尔·阿赫梅特别科夫   | 哈萨克斯坦共产主义人民党 | 167,849    | 1.82  |
|                                      | 萨德别克·图格勒         | 伟大草原雄鹰公共文化协会 | 84,582     | 0.92  |
| 無效票／白票                         | 無效票／白票            | 無效票／白票             | 57,500     | –     |
| 總數                                 | 總數                    | 總數                     | 9,274,110  | 100   |
| 已登記選民／投票率                   | 已登記選民／投票率      | 已登記選民／投票率       | 11,960,364 | 77.54 |
| 資料來源：CEC （页面存档备份，存于） |                         |                          |            |       |

## 哈萨克斯坦历史领导人列表

### 吉尔吉斯苏维埃社会主义自治共和国时期（1919年-1925年）
1917年俄国发生十月革命后，哈萨克成立苏维埃政权，1920年8月26日建立归属于俄罗斯苏维埃社会主义联邦共和国的吉尔吉斯自治社会主义苏维埃共和国。

#### 俄共（布）吉尔吉斯自治社会主义苏维埃共和国党委执行书记
| 任次 | 书记姓名 （拉丁字母转写）                                    | 在任时间                     |
| ---- | ------------------------------------------------------------ | ---------------------------- |
| 1    | 斯坦尼斯拉夫·佩斯特科夫斯基                                  | 1919年4月30日 -1920年8月25日 |
| 2    | 伊万·阿库洛夫                                                | 1920年8月25日 -1921年1月     |
| 3    | 穆罕默德哈菲·穆尔扎加利耶夫 （Mukhamedkhafiy Murzagaliyev）  | 1921年1月 -1921年7月         |
| 4    | 玛利亚·科斯特洛维斯卡娅 （Mariya Mikhaylovna Kostelovskaya） | 1921年7月 -1921年            |
| 5    | 格奥尔基·库鲁斯科尔耶夫 （Georgy Alekseyevich Korostelyev）  | 1921年 -1924年9月            |
| 6    | 维克托·纳涅伊什维利                                          | 1924年9月 -1925年2月19日     |

#### 革命委员会主席
| 任次 | 主席姓名 （拉丁字母转写）                                             | 在任时间                     |
| ---- | --------------------------------------------------------------------- | ---------------------------- |
| 1    | 斯坦尼斯拉夫·佩斯特科夫斯基 （Stanislav Stanislavovich Pestkovsky）   | 1919年7月10日 -1920年9月15日 |
| 2    | 维克托·拉杜斯-岑科维奇 （Sakhiygirey Argancheyevich Radus-Zenkovich） | 1920年9月15日 -1920年10月4日 |
| 3    | 阿卜杜拉赫曼·艾提耶夫 （Abdrakhman Aytiyevich Aytiyev）               | 1920年10月                   |

#### 中央执行委員會主席
| 任次 | 主席姓名 （拉丁字母转写）                             | 在任时间                      |
| ---- | ----------------------------------------------------- | ----------------------------- |
| 1    | 塞特卡利·门德舍夫 （Seytgali Mendeshevich Mendeshev） | 1920年10月12日 -1925年2月19日 |

### 哈萨克苏维埃社会主义自治共和国时期（1925年-1936年）
1920年8月26日建立的归属于俄罗斯联邦的吉尔吉斯苏维埃社会主义自治共和国于1925年4月19日改称哈萨克苏维埃社会主义自治共和国。
1925年-1936年期间，哈萨克苏维埃社会主义自治共和国的执政党为共产党，党的最高领导人为哈萨克地区共产党委员会书记。哈萨克苏维埃社会主义自治共和国的领导人为中央行政委员会主席。

#### 联共（布）哈萨克自治社会主义苏维埃共和国党委第一书记
| 任次 | 书记姓名 （拉丁字母转写）                            | 在任时间                     |
| ---- | ---------------------------------------------------- | ---------------------------- |
| 1    | 维克托·纳涅伊什维利 （Viktor Ivanovich Naneyshvili） | 1925年2月19日 -1925年9月12日 |
| 2    | 菲利普·戈洛晓金 （Filipp Isayevich Goloshchekin）    | 1925年9月12日 -1933年2月4日  |
| 3    | 列万·米尔佐扬 （Levon Isayevich Mirzoyan）           | 1933年2月4日 -1936年12月5日  |

#### 中央行政委员会主席
| 任次 | 主席姓名 （拉丁字母转写）                                     | 在任时间                      |
| ---- | ------------------------------------------------------------- | ----------------------------- |
| 1    | 塞特卡利·门德舍夫 （Seytgali Mendeshevich Mendeshev）         | 1925年2月19日 -1925年4月19日  |
| 2    | 扎劳·明巴耶夫 （Zhalav Mynbayev）                             | 1925年4月19日 -1927年         |
| 3    | 埃尔泰·埃尔纳扎罗夫 （Eltay Ernazarov）                       | 1927年 -1933年                |
| 4    | 乌扎科拜·库鲁姆别托夫 （Uzakbay Uzhelderbayevich Kulumbetov） | 1933年10月11日 -1936年12月5日 |

### 哈萨克苏维埃社会主义共和国时期（1936年-1991年）
1936年12月5日定名为哈萨克苏维埃社会主义共和国，并由苏联中央直辖，成为苏联的一个加盟共和国。1990年10月25日，哈萨克发表《主权宣言》，1991年12月16日，宣布独立。
在这期间，哈萨克苏维埃社会主义共和国的执政党为哈萨克共产党，党的最高领导人为哈萨克共产党第一书记。哈萨克苏维埃社会主义共和国的国家领导人为中央行政委员会主席（1936年-1938年），1938年改称最高苏维埃主席，1938年-1990年间称最高苏维埃主席团主席，1990年改称最高苏维埃主席，直至哈萨克斯坦脱离苏联独立。

#### 哈萨克共产党第一书记

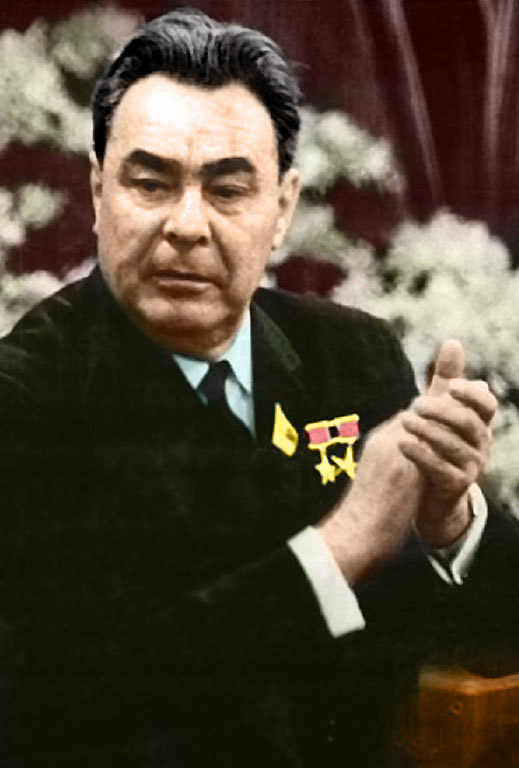
列昂尼德·伊里奇·勃列日涅夫，苏联共产党总书记。1955年-1956年期间任哈萨克共产党第一书记。

| 任次          | 书记姓名              | 在任时间                      |
| ------------- | --------------------- | ----------------------------- |
| 1             | 列万·米尔佐扬         | 1936年12月5日 -1938年5月23日  |
| 2             | 尼古拉·斯克沃尔佐夫   | 1938年5月23日 -1945年9月14日  |
| 3             | 根纳季·波尔科夫       | 1945年9月14日 -1946年9月14日  |
| 4             | 朱玛巴伊·沙亚赫梅托夫 | 1946年9月14日 -1954年3月6日   |
| 5             | 潘捷列伊蒙·波诺马连科 | 1954年2月6日 -1955年5月7日    |
| 6             | 列昂尼德·勃列日涅夫   | 1955年5月8日 -1956年3月7日    |
| 7             | 伊万·雅科夫列夫       | 1956年3月8日 -1957年12月27日  |
| 8             | 尼古拉·别利亚耶夫     | 1957年12月26日 -1960年1月19日 |
| 9 （第一次）  | 丁穆罕默德·库纳耶夫   | 1960年1月19日 -1962年12月26日 |
| 10            | 伊斯迈尔·尤苏波夫     | 1962年12月26日 -1964年12月7日 |
| 11 （第二次） | 丁穆罕默德·库纳耶夫   | 1964年12月7日 -1986年12月16日 |
| 12            | 根纳季·科尔宾         | 1986年12月3日 -1989年6月22日  |
| 13            | 努尔苏丹·纳扎尔巴耶夫 | 1989年6月22日 -1991年12月27日 |

#### 中央行政委员会主席
| 任次 | 主席姓名 （拉丁字母转写）                                     | 在任时间                      |
| ---- | ------------------------------------------------------------- | ----------------------------- |
| 1    | 乌扎克拜·库鲁姆别托夫 （Uzakbay Uzhelderbayevich Kulumbetov） | 1936年12月5日 -1937年6月22日  |
| 代理 | 伊斯梅尔·萨尔瓦菲卡 （Ismail Salvafeka）                      | 1937年6月 -1937年7月          |
| 2    | 阿里贝伊·德扎吉尔丁 （Alibey Togzhanovich Dzhangildin）       | 1937年7月 -1937年10月28日     |
| 3    | 努尔巴帕·乌穆尔扎科夫 （Nurbapa Umurzakov）                   | 1937年10月28日 -1938年7月15日 |

#### 最高蘇維埃主席團主席
| 任次 | 主席姓名                  | 在任时间                       |
| ---- | ------------------------- | ------------------------------ |
| 1    | 阿布迪萨梅特·哈萨克帕耶夫 | 1938年7月17日 -1947年1月       |
| 2    | 达尼亚尔·克里姆巴耶夫     | 1947年3月20日 -1954年1月23日   |
| 3    | 努尔塔斯·翁达西诺夫       | 1954年1月23日 -1955年4月19日   |
| 4    | 朱玛别克·塔舍涅夫         | 1955年4月19日 -1960年1月20日   |
| 5    | 法齐尔·卡里布扎诺夫       | 1960年1月20日 -1960年8月25日   |
| 6    | 伊萨加利·沙里波夫         | 1961年1月3日 -1965年4月5日     |
| 7    | 萨比尔·尼亚兹别科夫       | 1965年4月5日 -1978年12月20日   |
| 8    | 伊萨泰·阿卜杜卡里莫夫     | 1978年12月20日 -1979年12月14日 |
| 9    | 萨塔尔·伊马舍夫           | 1979年12月14日 -1984年2月22日  |
| 10   | 拜肯·阿希莫夫             | 1984年3月22日 -1985年9月27日   |
| 11   | 萨拉马特·穆卡舍夫         | 1985年9月27日 -1988年2月9日    |
| 12   | 扎卡什·卡马利德诺夫       | 1988年2月9日 -1988年12月6日    |
| 13   | 维拉·西多罗娃             | 1988年12月6日 -1989年3月10日   |
| 14   | 马赫泰·萨格迪耶夫         | 1989年3月10日 -1990年2月22日   |